# Peter Appleyard
Pour les articles homonymes, voir Appleyard.
Peter Appleyard, né le 26 août 1928 à Cleethorpes en Angleterre et mort le 17 juillet 2013 à Eden Mills en Ontario, est un percussionniste et un compositeur de jazz canadien, d'origine britannique. Sa maîtrise du vibraphone lui a valu de partager la scène aux côtés de grands noms du jazz, dont Frank Sinatra, Miles Davis, Oscar Peterson, Mel Tormé et Ella Fitzgerald.

## Biographie
Né en Angleterre, il est d'abord batteur durant la Seconde Guerre mondiale avant de quitter l'Europe pour le Canada en 1951. Il s'installe à Toronto.
Son goût pour le jazz trouve son origine dans l'émergence des big bands américains, très populaires dans l'Angleterre des années 1940. L'influence de musiciens tels que Benny Goodman, Duke Ellington ou Count Basie, marque le jeune Peter qui décide de s'orienter vers ce genre musical.
Jusqu'au début des années 1970, il se produit lors de tournées et travaille pour plusieurs émissions télévisées ou radiophoniques, comme le programme Patti and Peter, présenté sur CBC de 1961 à 1962, ou encore l'émission télévisée Mallets and Brass avec Guido Basso, sur CBC TV en 1969.
En 1972, il démarre une collaboration fructueuse avec le célèbre clarinettiste Benny Goodman, et participe à des tournées en Europe et en Australie. En 1976, il est approché par Frank Sinatra qui lui demande de se joindre à lui pour un concert avec le Count Basie Orchestra et la chanteuse Ella Fitzgerald au Théâtre Uris à New York. Entre 1977 et 1980, il est la vedette de son propre show télévisé, Peter Appleyard Presents et fonde son propre ensemble de jazz, All Star Swing Band, en 1982. Avec la sortie de l'album Swing Fever, la formation se lance dans une série de tournées en Europe, d'abord en Grande-Bretagne en 1987, puis en Suisse l'année suivante, tout en se produisant à l'occasion de rendez-vous musicaux comme le Du Maurier Jazz Festival et le Ottawa Jazz Festival.
Dans les années 1990, il devient un invité récurrent du Carnegie Hall, sous la direction de Skitch Henderson et du New Yorks Pops orchestra.
Compositeur prolifique, il est l'auteur de 22 albums.
À l'issue d'une retraite paisible dans une exploitation agricole de Rockwood en Ontario, il décède de causes naturelles le 17 juillet 2013, âgé de 84 ans.

## Discographie (Liste non exhaustive)
- 1956-1957 : Anything Goes (RCA Camden)
- 1958 : Vibe Sound (Audio Fidelity)
- 1960 : Per-cus-sive Jazz (Audio Fidelity)
- 1963 : The Vibraphone of Peter Appleyard (2 records, CTL)
- 1969 : Polished Appleyard (RCA Records)
- 1969 : The many moods of Peter Appleyard (Canadian Talent Library)
- 1970 : Dealer's Choice (Pickwick)
- 1972 : The Lincolnshire Poacher (CTL/Audat)
- 1974 : Percussive Jazz (with Sidney Cooper, Ted Shadbolt; Audio Fidelity)
- 1976 : Sophisticated Vibes (United Artists)
- 1977 : Peter Appleyard Presents (Salisbury)
- 1979 : Peter Appleyard (CTL/New Ventures)
- 1979 : Vibes (Pickwick)
- 1982 : Prelude to a Kiss (RCA)
- 1982 : Swing Fever (as All Star Swing Band; CBS), Canadian gold certification
- 1990 : All Points East (Jazz NB)
- 1990 : Barbados Heat (Concord Jazz)
- 1990 : Barbados Cool (Concord Jazz)
- 1991 : Great Vibes (Rockwood; reissue of songs from CTL releases)
- 1996 : Swing is here (In-Akustik)
- 2002 : Peter Appleyard Quartet (Peter Appleyard)
- 2012 : Sophisticated Ladies (Linus Entertainment)